# ستيف قاي
ستيف قاي (بالإنجليزية: Steve Guy)‏ مواليد 15 مارس 1959 في ويلينغتون، هو لاعب كرة مضرب نيوزلندي سابق وكان يلعب باليد اليمنى. أعلى تصنيف له في الفردي كان المركز الـ 109 في سنة 1988. أعلى تصنيف له في الزوجي كان المركز الـ 97 في سنة 1989.

## النهائيات

### الفردي: (2)
| الرقم | السنة | الدورة           | الأرضية | المنافس في النهائي | النتيجة في النهائي |
| ----- | ----- | ---------------- | ------- | ------------------ | ------------------ |
| 1.    | 1988  | سنغافورة         | عشبية   | بول تشامبرلين      | 4–6, 7–6, 7–6      |
| 2.    | 1989  | سالونيك، اليونان | صلبة    | نيل بورويك         | 6–4, 6–4           |

## روابط خارجية
- ستيف قاي على موقع رابطة محترفي التنس (الإنجليزية)
- ستيف قاي على موقع الاتحاد الدولي لكرة المضرب (الإنجليزية)
- ستيف قاي على موقع كأس ديفيز (الإنجليزية)
- ستيف قاي على موقع خلاصة التنس.كوم (الإنجليزية)